# Edward John Bevan
Edward John Bevan (Birkenhead, 11 dicembre 1856 – 17 ottobre 1921) è stato un chimico inglese.

## Biografia
Dopo essersi laureato diventò chimico e iniziò a lavorare per Alexander Cowan & Co. Qui l'incontro con Charles Frederick Cross dove i due diventarono soci e amici.
Nel 1888 la sua pubblicazione divenne una delle più importanti del settore dell'epoca, nel 1892 insieme a Clayton Beadle brevettò una soluzione viscosa che alla fine cedettero a Samuel Courtauld (per gli scarsi mezzi finanziari necessari di cui disponevano). Nel 1894 lavorarono sul triacetato di cellulosa impiegandolo industrialmente.